# Orden de Ban Jelačić
La Orden de Ban Jelačić (en croata: Red bana Jelačića) es la novena medalla más importante dada por la República de Croacia. La orden fue fundada el 1 de abril de 1995. La medalla se otorga a la excelencia en las Fuerzas Armadas de la República de Croacia. Se nombra así por el ban de Croacia Josip Jelačić.